# Caenurgia runica
Caenurgia runica là một loài bướm đêm trong họ Erebidae.